# Elio Altramura
Elio Altramura (morto em 2004) é um diretor de arte italiano. Venceu o Oscar de melhor direção de arte na edição de 1987 por A Room with a View, ao lado de Brian Ackland-Snow, Brian Savegar e Gianni Quaranta.